# Военный трибунал (СССР)
Военный трибунал, в СССР — судебный орган, действовавший в Вооружённых Силах СССР как суд первой инстанции (военные трибуналы армий, флотилий, соединений и гарнизонов) или как суд первой кассационной и надзорной инстанций (военные трибуналы видов Вооружённых Сил СССР (могли создаваться при необходимости), округов, групп войск и флотов).
Военные трибуналы, в соответствии с Конституцией Союза ССР, являлись судами Союза ССР и входили в единую судебную систему СССР и действовали в Вооруженных Силах СССР, осуществляя задачи социалистического правосудия, призваны были вести борьбу с посягательствами на безопасность СССР, боеспособность и боеготовность его Вооруженных Сил, воинскую дисциплину и установленный порядок несения воинской службы. 16 апреля 1992 года на 6-м съезде народных депутатов военные трибуналы были преобразованы в военные суды.

## История
В России царского периода, не ранее 1701 года и не позже 1705 года, был принят первый Военный уголовный кодекс — «Уложение или право воинского поведения генералов, средних и меньших чинов и рядовых солдат», и учреждён «правильный самостоятельный военный суд» в 1716 году.
Военные трибуналы в РККА были созданы в 1918 году при всех фронтах и армиях Советской России, после чего приказом Реввоенсовета республики был образован Революционный военный трибунал республики, который 8 декабря 1918 года провёл одно из первых распорядительных заседаний.

## Состав
Председателями, заместителями председателей и членами военных трибуналов (судьи) избирались Президиумом Верховного Совета Союза ССР из числа советских граждан, состоявших на действительной военной службе и достигших 25 лет (ко дню выборов), народные заседатели военных трибуналов — на собраниях военнослужащих воинских частей открытым голосованием.
В установленных случаях избирались также заместитель (заместители) председателя, а также члены военного трибунала.

## Правовая основа
Правовую основу деятельности военных трибуналов при осуществлении правосудия составляли действующая Конституция СССР, «Положение о военных трибуналах», иные законодательные акты Союза ССР и союзных республик.

## Компетенция
Военным трибуналам были подсудны дела о следующих преступлениях:
- совершенных военнослужащими, а также военнообязанными во время прохождения ими сборов;
- совершенных лицами офицерского состава, прапорщиками, мичманами, сержантами, старшинами, солдатами и матросами органов государственной безопасности;
- дела о преступлениях против установленного порядка несения службы, совершенных лицами начальствующего состава исправительно-трудовых учреждений;
- все дела о шпионаже и другие.

В местностях, где в силу исключительных обстоятельств не действовали общие суды, например, в группах войск за границей, военные трибуналы рассматривали все уголовные и гражданские дела.

## Подсудность
Подсудность в Союзе ССР устанавливалась Указами Президиума Верховного Совета Союза ССР:
- Указ Президиума Верховного Совета СССР «Об изменении подсудности военных трибуналов», от 13 декабря 1940 года.
- Указ Президиума Верховного Совета СССР «Об изменении подсудности военных трибуналов», от 11 сентября 1953 года.

## Надзор
Надзор за судебной деятельностью Военного трибунала Вооружённых Сил СССР осуществлялся Верховным Судом СССР, военных трибуналов видов Вооружённых Сил СССР, округов, групп войск и флотов в пределах их компетенции; за исполнением законов при рассмотрении дел в военных трибуналах — Генеральным прокурором СССР и подчинёнными ему военными прокурорами.